# MOVIE29 奥田民生50祭“もみじまんごじゅう”
『MOVIE29 UNICORN 奥田民生50祭“もみじまんごじゅう”』（ムービートゥエンティーナイン ユニコーン おくだたみお50さい もみじまんごじゅう）は、日本のロックバンド、ユニコーンのライブビデオ。

## 概要
UNICORNのメンバー奥田民生の50歳記念として発売された。
ディスクは1と2に分かれており、１ではUNICORN、2ではソロなどの模様が収録されている。

## 収録曲

### DISC1

#### ユニコーン5/12ライブフルセット
1. ロック！クロック！オクロック！
2. 大迷惑
3. WAO!
4. IM A LOSEA
歌いだしは口パク。
5. ペケペケ
奥田と堀内の歌う箇所を変更した。
6. ユトリDEATH
7. 私はオジさんになった
8. はいYes!
9. SAMURAI5
10. Feel So Moon
11. 人生は上々だ
奥田と阿部の歌う箇所を変更した。
12. すばらしい日々

#### 特典映像5/11ライブセレクション
1. ロック!クロック!オクロック!
2. ロック幸せ
3. ペケペケ
4. 私はオジさんになった
5. 人生は上々だ

### DISC2

#### 奥田民生～バンドMTR＆Y
1. 最強のこれから
2. 御免ライダー
3. イナビカリ
4. スカイウォーカー
5. なんでもっと
6. 快楽ギター
7. イージュー★ライダー
8. 風は西から

#### 地球三兄弟
1. 傷だらけのローラ
一部歌詞を変更した。
2. 呼びに来たよ
3. アースより愛を込めて
4. サマーヌード
5. 絵
6. アースの休日
7. うかんでくる
8. すっごい汗

#### 奥田民生～弾き語り～
1. ひとりカンタビレのテーマ
2. the standard
3. 荒野を行く
4. かいあって
5. マシマロ
6. イージュー★ライダー

#### サンフジンズ
1. 富士夫人
2. さっさっサンフジンズ
3. ハリがないと
4. サーフジーンズ
5. パン屋さん
6. じょじょ
7. ふりまいて
8. サンフジンズのテーマ